# Cantique de Syméon
Nunc dimittis

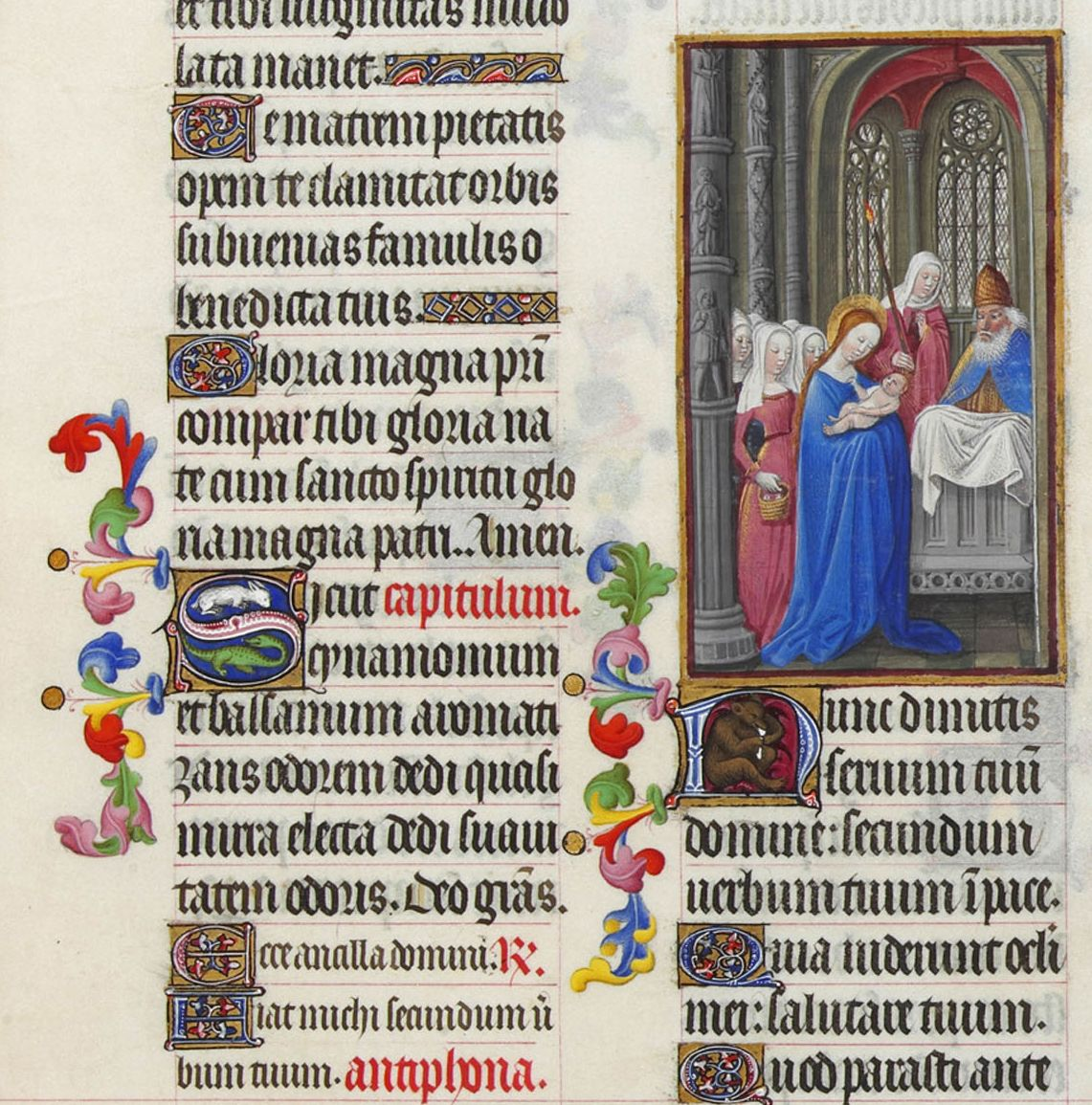
Texte du Nunc dimittis (à droite) dans Les Très Riches Heures du duc de Berry, folio 63r (XVe siècle). Vierge Marie, Enfant Jésus et Syméon dans le temple, par enlumineur Jean Colombe († 1493).

Le cantique de Syméon également appelé Nunc dimittis — selon ses premiers mots (en latin) — est une courte prière d'action de grâce prononcée par Syméon recevant dans ses bras l'enfant Jésus lorsque celui-ci fut présenté au Temple de Jérusalem. L'homme « juste et pieux » constate que la promesse de Dieu est accomplie et il accueille la mort dans la joie. La scène et sa prière se trouvent dans l'Évangile selon Luc (Lc 2:25-32).
Ainsi, l'expression était passée et employée encore récemment dans le langage littéraire pour signifier qu'on se sentait enfin libre de se retirer une fois le devoir accompli, et notamment quand la relève est assurée.
Ce cantique a une place importante dans la liturgie des Heures. Il est chanté quotidiennement lors des complies, le dernier office de la journée, à la tombée de la nuit. À l'origine, celui-ci était réservé à la Purification de la bienheureuse Vierge Marie, le 2 février, d'après ce texte biblique.

## Texte biblique

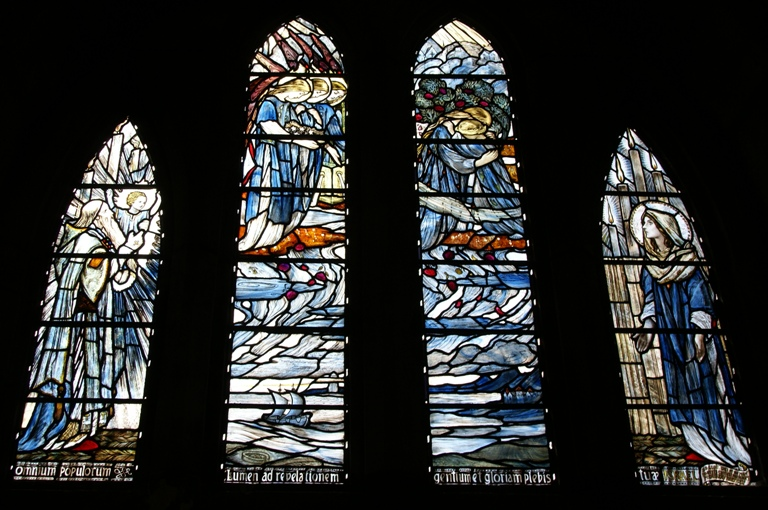
vitrail I : omnium populorum
vitrail II : Lumen ad revelationem
vitrail III : gentium et gloriam plebis
vitrail IV : tuæ ISRAEL. (cathédrale de Dunblane).

La prière vient du passage de l'Évangile selon Luc II, 29-32,, dans lequel le vieillard Syméon reconnaît le Messie en l'Enfant Jésus, lorsque la Vierge Marie et Saint Joseph le présentent au Temple.
| latin | français |
| --- | --- |
| Nunc dimittis servum tuum, Domine, secundum verbum tuum in pace, Quia viderunt oculi mei salutare tuum, Quod parasti ante faciem omnium populorum, Lumen ad revelationem gentium et gloriam plebis tuæ Israel. | Maintenant, Seigneur, tu laisses ton serviteur s'en aller en paix, selon ta parole. Car mes yeux ont vu ton salut, salut que tu as préparé devant tous les peuples, lumière pour éclairer les nations, et gloire d'Israël, ton peuple. |

En grec, le texte correspondant est :

Nῦν ἀπολύεις τὸν δοῦλόν σου, δέσποτα, κατὰ τὸ ῥῆμά σου ἐν εἰρήνῃ, ὅτι εἶδον οἱ ὀφθαλμοί μου τὸ σωτήριόν σου, ὃ ἡτοίμασας κατὰ πρόσωπον πάντων τῶν λαῶν, φῶς εἰς ἀποκάλυψιν ἐθνῶν καὶ δόξαν λαοῦ σου Ἰσραήλ.
En faveur de la fête de la Présentation de Jésus au Temple, célébrée le 2 février, on chante en alternance, entre l’antienne et le verset. Cette façon adapte à la procession avec les cierges, laquelle a besoin d'une durée longue et indéterminée.
| antienne (en refrain)                                       |
| ----------------------------------------------------------- |
| Lumen ad revelationem gentium et gloriam plebis tuæ Israel. |

| cantique (versets I, II et III) | Nunc dimittis servum tuum, Domine, secundum verbum tuum in pace. > répons Quia viderunt oculi mei salutare tuum. > répons Quod parasti ante faciem omnium populorum. > répons pour continuer ou doxologie |

| doxologie (à la fin)                                                                                                  |
| --- |
| Gloria Patri, et Filio, et Spiritui Sancto. Sicut erat in principio, et nunc et semper, et in sæcula sæculorum. Amen. |

Source : Festa della Presentazione del Signore, Santa messa celebrata dal Santo Padre Francesco, à la basilique Saint-Pierre le 2 février 2014, libretto p. 8 [lire en ligne]. Voir aussi le Rituel ou Cérémonial des Religieuses de Sainte Claire du monastère de Salins (1700)
Pour l'origine de cette procession au Saint-Siège, voir Au Moyen Âge.

## Partition grégorienne

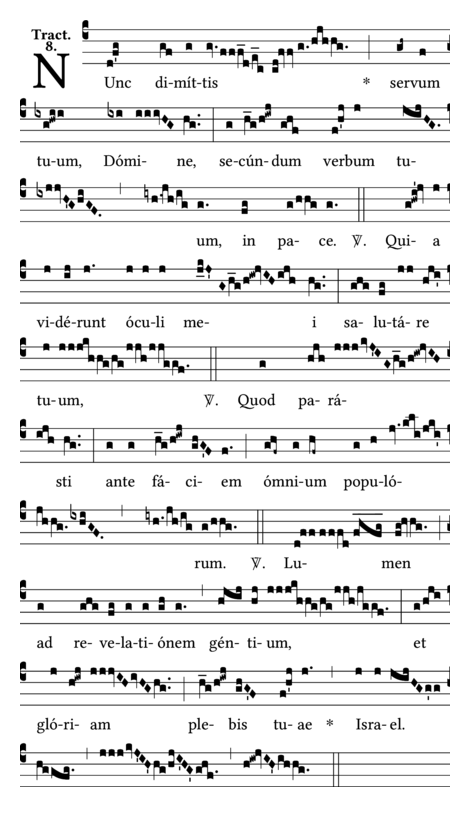
Trait (tract) réservé à la Purification.

## Corpus antiphonalium officii
Ce chant se trouve dans le fonds ancien du chant grégorien authentique, tant comme antienne que comme répons. D'où, Dom René-Jean Hesbert qualifiait, dans son Corpus antiphonalium officii, ces variantes en tant que mélodies authentiques :
- antienne : CAO 3975[8]
- répons : CAO 7247 et 7248[8],[9]
- antienne Lumen ad revelationem : CAO 3645[10]

## Histoire

### Origine

#### Chant vieux-romain
Cantique biblique, il est vraisemblable que l'usage liturgique du Nunc dimittis est très ancien. En effet, celui-ci se trouve dans l'un des manuscrits du chant vieux-romain, dit graduel de Sainte-Cécile du Transtévère (folio 30r) . Le manuscrit fut certes copié à Rome en 1071. Toutefois, ce chant pontifical, qui était chanté à la chapelle du pape, était transmis par oral jusqu'à ce que les moines carolingiens inventent les neumes dans l'optique de noter la mélodie. Encore fallait-il attendre la notation en quatre lignes de Dom Guido d'Arezzo († vers 1033). D'où, les chercheurs considèrent que le vieux-romain est plus ancien que le chant grégorien, lequel avait été composé à partir du VIIIe siècle. Par la rubrique, l'usage était précisé : répons, avant l'offertoire, dans la messe de la Purification de Sainte Marie, le 2 février. Le cantique se gardait dans un autre manuscrit du XIIe siècle, archives de Saint-Pierre B79 Antiphonale officii : folios 61v (verset de répons) et 62r (répons)  ; folios 62v (antienne Lumen ad revelationem et antienne Nunc dimittis) . 
Or, il n'y avait aucun chant de procession pour la fête de la Purification. En bref, l'usage du cantique Nunc dimittis avait été établi très tôt à Rome pour la messe de cette fête. Par ailleurs, à la différence du chant grégorien, qui avait été composé tardivement dans le royaume carolingien, le chant vieux-romain se caractérise par sa similitude avec le chant byzantin,. En ce qui concerne le Nunc dimittis, encore faut-il examiner en détail ses mélodies d'après les manuscrits.

#### Chant grégorien
Ce cantique, en tant que chant grégorien, se trouve dans la plupart des manuscrits les plus anciens du fonds grégorien. La mélodie qui reste en usage est issue de celle du manuscrit de l'antiphonaire de Hartker, folio (page) 120. Dans ce manuscrit, qui fut copié entre 990 et 1000, l'antienne Nunc dimittis et celle de Lumen ad revelationem sont indépendants mais successives [manuscrit en ligne]. Considéré comme le meilleur manuscrit de l'antienne grégorienne par l'abbaye Saint-Pierre de Solesmes, on peut considérer que le copiste de l'abbaye de Saint-Gall transcrivit correctement le chant qui était transmis par oral.
Texte important, fête solennelle, il reste de nombreux manuscrits anciens dans les archives. La plupart de ces livres indiquent que le cantique était, à l'origine, réservé à la Purification de la bienheureuse Vierge Marie (Purificatio Mariæ). Mais l'heure de l'usage n'était pas fixée, soit aux matines, soit aux laudes, soit aux complies. Leur fonction non plus, c'était normalement une antienne, mais tantôt un répons, tantôt une cantillation. Donc, il s'agissait d'un cantique dans la tradition monastique, avant que la pratique ne soit intégrée dans le rite romain. Il faut remarquer qu'il existe, parmi les manuscrits, une bonne uniformité tant du texte que de la mélodie. Cela indique qu'avant l'invention de notation musicale grégorienne, le chant originel, assez ancien, était déjà composé et transmis par oral. Cette caractéristique n'existe pas dans les compositions tardives, par exemple, les hymnes de Thomas d'Aquin, qui connaissent assez nombreuses variantes.

### Au Moyen Âge

#### Dans les monastères
L'usage du cantique Nunc dimittis était, au Moyen Âge, bien établi, quel que soit le jour de célébration. Dans les monastères, on l'utilisait non seulement pour l'office des complies du dimanche (office séculier du dimanche) mais aussi celui de semaine (office séculier férial), à la fin et avant l'oraison de conclusion.
Le Nunc dimittis s'accompagnait et s'accompagne toujours d'une antienne. Durant le Carême, il s'agit traditionnellement de la Media vita in morte sumus, qui fit pleurer, lors d'un office des complies, saint Thomas d'Aquin. Les études récentes de Dom Jean Claire identifièrent que l'origine de celle-ci était le Trisagion, pratiqué en Gaule jusqu'au VIIIe siècle. Étant donné que l'évangélisation de la Gaule avait été effectuée par des prêtres grecs tel Irénée de Lyon, il est assez vraisemblable que l'antienne était issue du rite byzantin (voir ci-dessous).
Sub tuum præsidium était son antienne pour l'office des complies en faveur de la fête de la Sainte Vierge.

## Liens externes

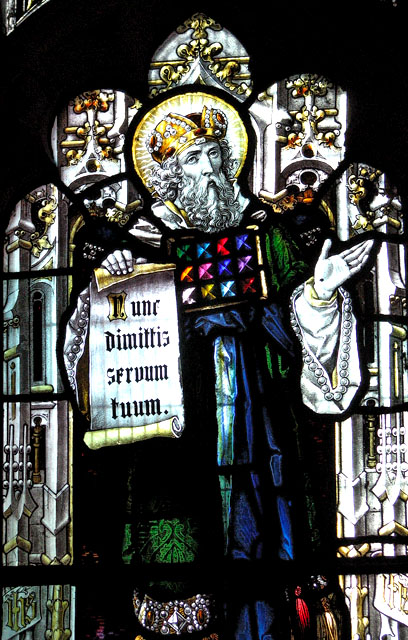
Vitrail de l'église Sainte-Marie de Brettenham (Norfolk).

#### Procession à la chapelle du Vatican
Contrairement à la pratique selon le chant vieux-romain qui manquait de procession, un manuscrit duquel l'auteur reste inconnu exprime que, vers 1510 où celui-ci fut copié, à savoir à la fin du Moyen Âge, la procession pour la fête de la Présentation de Jésus au Temple était tenue, à la chapelle du Vatican, avec Lumen ad revelationem et Nunc dimittis à 4 et à 3 voix (bibliothèque apostolique vaticane, manuscrit Cappella Sistina 46, folios 59v - 64r) [extrait de partition][manuscrit en ligne]. Le chant se composait, d'une part, de la polyphonie (Lumen ad revelationem etc.), et d'autre part, de la mélodie grégorienne (Nunc dimittimus etc.) à l'unisson . Cette procession portant les cierges se garde jusqu'aujourd'hui à ce 2 février. Le manuscrit indique que le chant se commençait lors de la bénédiction et de la distribution des cierges, ce que confirment les missels romains qui furent publiés dans ce siècle (voir ci-dessous). Avec le Nunc dimittis, cette liturgie était tout à fait intégrée dans le rite romain tandis que ce manuscrit est un précieux témoin que le chant en alternance pour la procession était pratiqué au Saint-Siège à cette date-là, sans doute présidée par le pape. D'ailleurs, cette musique serait une tradition importée. La composition semblable se trouve dans d'autres manuscrits plus anciens, du XVe siècle, par exemple celui d'Aoste AO-15 (vers 1435). De surcroît, à cette époque-là, des œuvres de Guillaume Dufay († 1474) furent adoptées, elles aussi, à la chapelle pontificale. En bref, il s'agit d'une liturgie établie avant le concile de Trente.

### Livres anciens en ligne
Ces livres sont des témoins dans lesquels on trouve les usages établis et variés du cantique Nunc dimittis d'après le rite romain :
- Missale romanum peroptime ordinatu. ac diligenti studio castigatu., 1507[22]
- In purificatione beate Marie virginis / Benedictione completa asperguntur candele aqua benedicta / antienne Lumen ad revelationem et cantique Nunc dimittis + messe / trait avant l'Évangile selon saint Luc
- Missale Romanum nunc quidem summa diligentia castiganum, Apud Juntas, Venise 1558
- In purificatione Virginis Marie / Benedictione completa aspergantur candele aqua benedicta : antienne Lumen ad revelationem et cantique Nunc dimittis + messe / trait avant l'Évangile selon saint Luc
- Breviarium Romanum cum Psalterio proprio et officiis sanctorum ad usum cleri Basilicæ Vaticanæ Clementis X, pars æstivalis, Sebastianus Mabre-Cramoisy, Paris 1674
- Sabbato / Ad Completorium  avec antienne Salva nos Domine
- Coeleste palmetum variis officiis, Johannem Wilhelmum Friessem, Cologne 1679
- Officium B. Mariæ / ad Completorium  avec antienne Sub tuum præfidium
- Breviarium fratrum B. Virginis Mariæ de Monte Carmeli ... cum Officiis Sanctorum pro tota Ecclesia ordinatis, et aliis eidem Ordini concessis usque ad Sanctissimum Dominum Nostrum Innocentium XII, Urbani Coustelier, Paris 1693
- Ad Completorium  avec plusieurs antiennes[23]
- Dominica II [in] Quadragesima (Carême) / Ad Nunc dimittis (= complies)  avec antienne Media vita in morte sumus (rubriques seulement et sans texte)

Et au XIXe siècle, aux paroisses et aux monastères :
- Le culte de Marie, origines, explications, beautés, par [Jean-Baptiste] Gergerès, Ouvrage approuvé par Mgr l'Archevêque de Bordeaux, deuxième édition, Ambroise Bray, Paris 1857
- messe de la Purification / trait avant l'Évangile selon saint Luc 
- office de la Très-Sainte Vierge / complies  avec antienne Sub tuum præsidium
- à complies
- Office de la Très-Sainte Vierge selon le rite dominicain suivi de saint Dominique des messes et vêpres de S. Dominique , S. Thomas d'Aquin et sainte Catherine de Sienne et des mémoires des saints et des bienheureux de l'ordre des frères prêcheurs, Librairie Poussielgue Frères, Paris 1874
- office de la Sainte Vierge / complies  avec antienne Sub tuum præfidium
- fête de notre bienheureux Père saint Dominique (4 août) / complies  avec antienne O lumen Ecclesiæ

Il est à noter que, la liturgie des Heures, dans la tradition catholique, était très bien structurée avec des cantiques bibliques du Nouveau Testament, ce qui est fidèle au sondergut lucanien.
1. Benedictus : sommet de l'office des laudes
2. Magnificat : sommet de l'office des vêpres
3. Nunc dimittis : sommet de l'office des complies

Issues de la célébration eucharistique au soir dans les premiers siècles de la chrétienté, les laudes et les vêpres sont les offices les plus importants dans cette liturgie (et qui annoncent le début et la fin de travail de journée). Les complies, quant à eux, sont la dernière célébration de la journée.

### Réforme protestante et Contre-Réforme
Certes, la réforme protestante introduisit une différence considérable dans la liturgie chrétienne. Or, en ce qui concerne le cantique Nunc dimittis, il n’y eut que peu de changement. Étant donné qu'il s'agit d'un texte biblique important dans le Nouveau Testament, ni le protestantisme ni l'anglicanisme n'en ont rien supprimé. Donc, Martin Luther n'hésita pas à en traduire une partie, comme Mit Fried und Freud ich fahr dahin. Les Anglicans, quant à eux, le gardent avec grand respect jusqu'ici pour leur office. Au Royaume-Uni, un immense répertoire fut de nombreux compositeurs britanniques. L'Église catholique aussi continue à en chanter dans la liturgie des Heures.

### Composition musicale à partir de la Renaissance
Il faut remarquer qu'à la Renaissance, le cantique Nunc dimittis comptait un grand nombre de compositions. D'une part, il s'agissait des motets, composés par de grands compositeurs catholiques dans le cadre de la Contre-Réforme, tels Cristobal de Morales, Giovanni Pierluigi da Palestrina, Roland de Lassus. Ce dernier multiplia ses compositions en faveur des complies dans ses dernières années. D'autre part, de nombreux musiciens et organistes britanniques composèrent, eux aussi, leur cantique pour la fin des offices anglicans. Thomas Tallis et William Byrd, qui restaient toujours catholiques, les écrivirent dans tous les deux domaines, grâce à une politique tolérante de la reine Élisabeth Ire.
Après la Renaissance, la composition musicale restait modeste, durant toutes les époques de la musique baroque et de la musique classique. On compte peu de musiciens distingués parmi ses compositeurs. Il s'agirait des compositions moins liturgiques, car Giovanni Paolo Colonna, Henry Purcell et Gustav Holst, par exemple, composèrent leurs œuvres à 8 voix. Chose symbolique, Charles Gounod qui était en exil à Londres composa son œuvre en 1873, à la suite de la violence provoquée à Paris. Il inaugura son Nunc dimmitis avec son Magnificat, le 9 novembre à la cathédrale Saint-Paul de Londres de laquelle il appréciait le chœur, exactement au moment de l'office de soir anglican (The Evening Service). Plus tard, après la Deuxième guerre mondiale, Benjamin Britten écrit une cantate particulière, Saint Nicolas, qui paraphrasait la mélodie grégorienne et le texte en anglais. Dans cette cantate, saint Nicolas le chante dans la paix, à la fin de sa vie, tout comme Syméon dans l'Évangile.

## Usage actuel

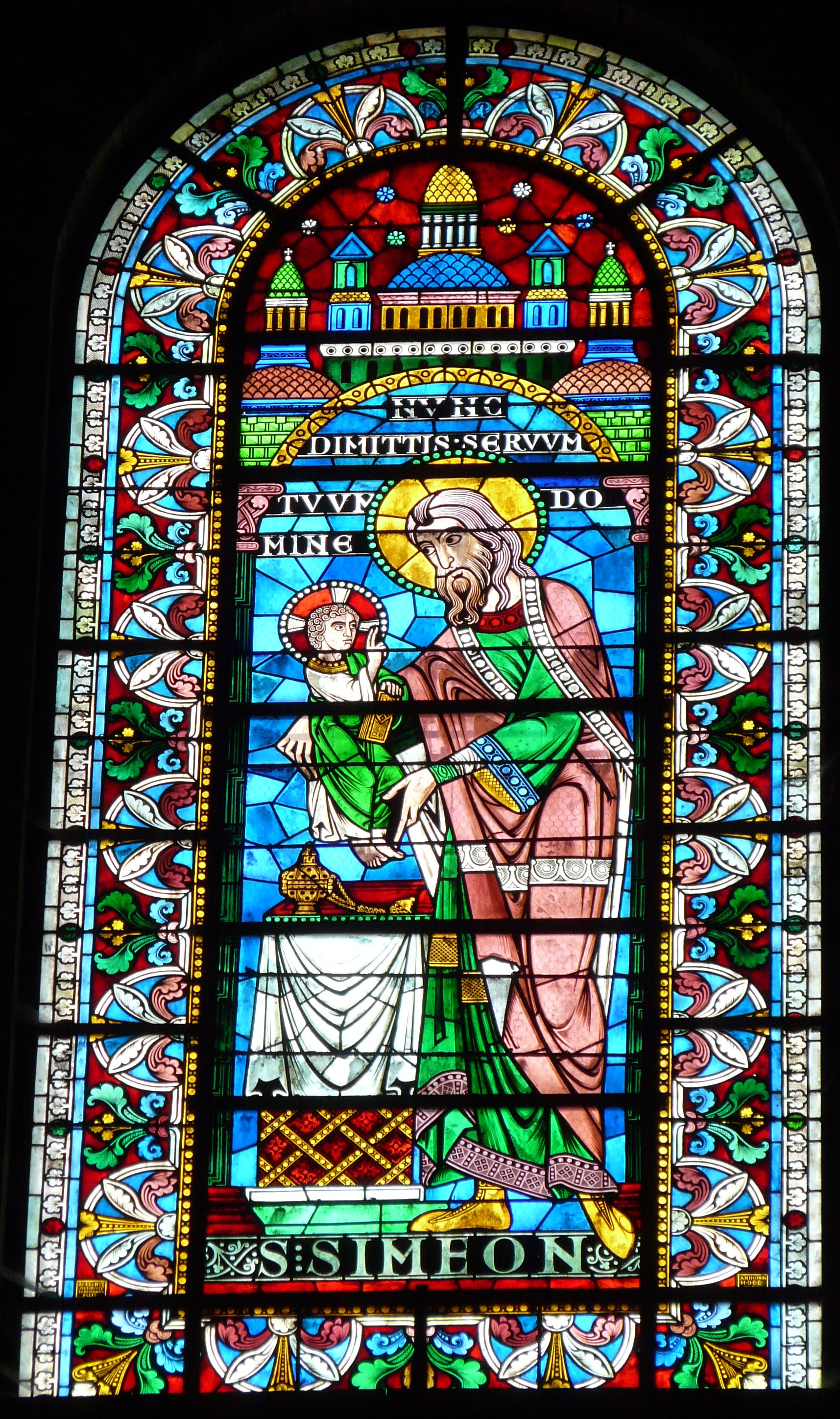
NVNC DIMITTIS SERVVUM TVVM DOMINE, vitrail de la cathédrale Saint-Front de Périgueux, réalisé par Alfred Gérente.

### Catholicisme et anglicanisme

#### Changements et tendance depuis le XXe siècle
Dans les traditions du catholicisme et de l'anglicanisme, qui conservent toujours les célébrations d'office liturgique, ce cantique de Syméon se garde pour l'office de la fin de journée. Sa pratique reste importante.
À peine élu pape en 1903, Pie X commença sa réforme liturgique, la plus importante jamais connue dans l'histoire de l'Église catholique. Aussi ce cantique fut-il désormais chanté toujours en latin et en grégorien, avec l'obligation. Cela explique que, par manque d'usage, la composition de nouvelles mélodies par des musiciens contemporaines devint moins répandu. À la suite de la réforme selon le concile Vatican II, c'est la version en langue vulgaire qui est souvent en usage, tel le texte français Maintenant, Seigneur... .
Tendance récente, ce sont quelques œuvres contemporaines, composées depuis les années 2000, qui indiquent le renouveau de popularité actuel de ce cantique, quelle que soit la confession. Le texte touche non seulement des compositeurs âgés mais aussi de jeunes musiciens. Paul Smith, fondateur du groupe Voces8, expliquait dans la préface de sa partition, qui sortit en 2019 : « Since my childhood, I've been singing this beautiful text in evensong services. For me, it is often the most magical moment of the service. It is a text which connect deeply with me, and speak of a quiet sense of hope and peace. » (Depuis mon enfance, j’ai toujours chanté, lors des offices de soirée (pareilles aux vêpres et complies), ce beau texte. Pour moi, il s'agit du moment le plus fantastique de l'office. C'est un texte qui résonne profondément en moi et qui donne tout son sens à l'espérance tranquille et à la paix.)

#### Liturgie
Ce cantique reste utilisé dans la liturgie catholique. Étant directement issu d'un texte biblique, le Nunc dimittis est toujours en usage, lors des complies de la liturgie des Heures, tant en latin qu'en langue vulgaire après le concile Vatican II. Tout comme les deux autres cantiques tirés de la bible, le Benedictus et le Magnificat, il constitue un sommet de l'office de complies. Bien entendu, le cantique biblique demeure supérieur, dans la liturgie, à ceux que d’autres auteurs ont pu composer ou paraphraser plus tardivement.
Dans le calendrier, c'est le 2 février, à la fête de la Présentation de Jésus au Temple, que l'on chante solennellement le Nunc dimittis, au moment de la procession portant les cierges,. Cet emploi est directement issu du texte de l'Évangile selon saint Luc.

### Protestantisme
Avec le cantique de Marie (ou Magnificat) et le cantique de Zacharie, le cantique de Siméon fait partie des trois cantiques du Nouveau Testament (tous tirés de l'évangile de Luc) qui ont été assimilés à des psaumes du Nouveau Testament et intégrés au liturgies du jour. Étant biblique, il est naturellement conservé par les églises protestantes, où il est surtout utilisé pour les enterrements, la sainte cène, le culte du soir et, plus rarement, pour faire mémoire de la circoncision de Jésus (1er janvier).

#### Luthéranisme
Le choral luthérien Mit Fried und Freud ich fahr dahin ("Je pars dans la paix et la joie") est la traduction par Martin Luther du Nunc dimittis. L'hymne était dédié à la fête de la Purification, le 2 février, qui a été conservé comme une fête religieuse par les luthériens. Il est aussi devenu un des hymnes les plus importants pour les fêtes des morts (Sterbelied) et pour les funérailles.

#### Églises réformées
Bien qu'il ne s'agisse pas d'un psaume, le psautier de Genève contient une version du cantique biblique de Siméon versifiée par Clément Marot en 1543 et révisée par Valentin Conrart en 1677, la mélodie étant due à Loys Bourgeois,.

### Dans le rite byzantin
Le texte du cantique est utilisé à deux reprises dans l'ensemble des offices liturgiques byzantins : 
- aux vêpres, après les apostiches et avant les prières du Trisagion ; suivi peu après de la fin de l'office, ce chant est littéralement le congé pris par les fidèles à la fin du jour liturgique.
- dans le rite de présentation de l'enfant dans l'église (aussi appelé Hypapante[33]) peu après le baptême (généralement le lendemain, ou juste après, si le baptême est célébré au cours d'une liturgie), une fois que le prêtre est revenu à la soléa avec l'enfant dans les bras ; en reprenant le rite du temple et les paroles du prophète Syméon, le rite manifeste l'identité du nouveau baptisé avec le Christ.

Parmi les trois cantiques néotestamentaires, le cantique de Syméon est le seul qui n'est pas lu à la neuvième ode des matines.
Après avoir converti en confession orthodoxe en 1978, John Tavener composa son Magnificat et Nunc dimittis en 1986 en adoptant la liturgie byzantine.

## Œuvres musicales

### Musique de la Renaissance
- Ludwig Senfl (1486 - † vers 1543) : motet cycle[35]
- Francesco Patavino (vers 1487 - † 1556) : cantique[36]
- Cristobal de Morales (vers 1500 - † 1553) : motet[37]
- Thomas Tallis (vers 1505 - † 1585) : 
  - motet à 5 voix (vers 1570)[38]
  - conclusion de petit office (The Short Service[39]) en mode dorien[40]
- Loys Bourgeois (vers 1510 - † vers 1561) : cantique à 4 voix (1547)[41]
- Nicolas Payen (vers 1512 - † vers 1559) : motet à 4 voix (1545)[42]
- John Sheppard (vers 1515 - † 1558)  : 
  - conclusion de premier office (The First Service[39])[43]
  - conclusion de l'office in e la mi[44]
- Giovanni Pierluigi da Palestrina (vers 1525 - † 1594) :
  - motet à 4 voix[45]
  - motet à 8 voix[46]
- Rodrigo de Ceballos (vers 1525 - † 1581) : motet[47]
- Richard Farrant (vers 1525 - † 1580) : motet en tant que conclusion de l'office[48]
- William Munday (vers 1528 - † vers 1591) : cantique pour l'office[49]
- Roland de Lassus (1532 - † 1594) :
  - motet à 7 voix en 1er ton[50]
  - motet à 6 voix en 1er ton[51]
  - motet à 5 voix en 1er ton[52]
  - motet à 5 voix en 2e ton selon la mélodie Heu mihi Domine[53]
  - motet à 5 voix en 2e ton selon la mélodie Un dubbio verno[54]
  - motet à 4 voix en 2e ton[55]
  - motet à 4 voix en 3e ton[56]
  - motet à 4 voix en 4e ton[57]
  - motet à 5 voix en 4e ton[58]
  - motet à 4 voix en 7e ton[59]
  - motet à 4 voix en 8e ton[60]
- Gregor Lange (vers 1540 - † 1587) : cantique à 2 voix en déchant[61]
- William Byrd (vers 1543 - † 1623) : 
  - motet à 5 voix, dans le recueil Gradualia ac cantiones sacre, tome I, n° 4 (1605)[62]
  - conclusion de grand office (The Great Service[39])[63]
- Edmund Hooper (vers 1553 - † 1621) : conclusion de petit office[64]
- John Munday (1555 - † 1630) : cantique à 4 voix d'hommes comme conclusion de l'office[65]
- Giovanni Gabrieli (vers 1555 - † 1612) : motet à 4 voix, dans le recueil Sacræ symphoniæ, C50 (1597)[66]
- Joan Pau Pujol (1570 - † 1626) : cantique à 8 voix, dans le manuscrit 789 de la bibliothèque de Catalogne[67]
- Thomas Tomkins (1572 - † 1656) : conclusion du premier office[68]
- Orlando Gibbons (vers 1583 - † 1625) : conclusion du Petit livre d'office (The Short Service)[69]
- Nicholas Strogers (15... - † 15...) : 
  - conclusion du Petit livre d'office[70]
  - conclusion d'office anglican D (Service in d)[71]

### Musique baroque
- Robert Ramsey (vers 1590 - † 1644) : conclusion de grand office (The Full Service)[72]
- Étienne Moulinié (1599 - † 1676) : motet à 5 voix avec basse continue[73]
- Jean-Baptiste Geoffroy (1601 - † 1675) : œuvre à 4 voix dans le recueil D. O. M. Musica sacra Ad varias Ecclesiæ preces à 4 vocibus[74],[75]
- Giovanni Paolo Colonna (1637 - † 1695) : œuvre pour chœur à 8 voix en double-chœur et basse continue (1687)[76] [manuscrit en ligne]
- Sebastiano Cherici (vers 1642 - † vers 1703) : cantique à 4 voix avec violon, dans le recueil Compieta concertata, n° 8 (1686)[77] [partition en ligne]
- Henry Purcell (1659 - † 1695) : antienne du Magnificat pour 8 solistes, chœur et instruments dans les Vêpres, Z231 (vers 1685)[78]
- André Campra (1660 - † 1744) : motet pour haute-contre en solo, dans le recueil Motets, livre 5[79]
- Nicolas Bernier (1662 - † 1734) : motet pour soprano et violon ou flûte, dans le recueil Motets, livre 2[80]
- Jean-Joseph Mouret (1682 - † 1738) : motet à voix seule accompagné d'instruments (vers 1730)[81] [manuscrit en ligne]
- Jean-Sébastien Bach (1685 - † 1750) : Cantate Mit Fried und Freud ich fahr dahin BWV 125
- Esteban Salas (1725 - † 1803) : œuvre pour 2 sopranos et instruments ; à l'origine, un alléluia[82]

### Musique romantique
- Félix Mendelssohn (1809 - † 1847) : anthem pour 4 voix et chœur, dans le recueil Three motets, op. 69, n° 1 (1847)[83]
- Charles Gounod (1818 - † 1893) : œuvre avec Magnificat pour la cathédrale Saint-Paul de Londres (1873)[26]
- Charles Villiers Stanford (1852 - † 1924) : motet pour chœur à 4 voix et orgue, op. 10 (1887)[84]

### Musique moderne et contemporaine
- Sergueï Rachmaninov (1873 - † 1943) : œuvre à 4 voix, Les Vêpres, op. 37, n° 5 (1915)[85]
- Gustav Holst (1874 - † 1934) : motet pour chœur à 8 voix, H127 (1915)[86]
- Otto Olsson (1879 - † 1964) : hymne à 6 voix, dans les Sex Latinska Hymner, op. 40, n° 2 (vers 1919)[87]
- William Walton (1902 - † 1983) : œuvre pour chœur à 4 voix et orgue (1974)[88]
- Peter Maxwell Davies (1934 - † 2016) : 
  - œuvre à 4 voix accompagnée d'orgue, avec Magnificat, version The Edinburgh Service, op. 250 (2004)[89]
  - œuvre à 4 voix accompagnée d'orgue, avec Magnificat, version The Wells Service, op. 294 (2008)[90]
- Arvo Pärt (1935 - ) : œuvre pour chœur à 4 voix (2001)[91]
- Conrad Susa (1935 - ) : motet pour chœur et orgue (vers 1980)[92]
- John Tavener (1944 - † 2013) : œuvre avec Magnificat (1986)[34]
- Karl Jenkins (1944 - ) : motet à 6 voix (2013)[93]
- Michael Finnissy (1946 - ) : antienne du Magnificat n° 2 pour chœur à 4 voix et orgue (2011)[94]
- György Orbán (1947 - ) : œuvre à 4 voix a cappella (2006)[95] [extrait en ligne]
- Édith Canat de Chizy (1950 - ) : œuvre pour chœur à 4 voix a cappella, commande du Chœur de chambre Accentus (2015)[96]
- Naji Hakim (1955 - ) : œuvre pour 2 sopranos, alto et orgue (2006)[97]
- David Horne (1970 - ) : œuvre pour chœur à 4 voix et orgue, avec Magnificat (1993)[28]

### ExtraitLumen ad revelationem
- Roland de Lassus (1532 - † 1594) : antienne à 4 voix, comme Antiphona in die Purificationis S. Mariæ dum accendentur candelæ[98]
- François Giroust (1737 - † 1799) : motet à 4 voix accompagné de basse continue[99]

### Paraphrase
- Benjamin Britten (1913 - † 1976) : cantate Saint Nicolas, op. 42 (1948) ; la mélodie grégorienne et l'extrait de texte sont utilisés dans le dernier et 9e mouvement The Death of Nicolas[100].

### Attribution incertaine
- Daniel Farrant ou Richard Farrant[101]
- Robert Parsons ou John Parsons[102]
- Josquin des Prés, motet, 20.8[103]

## Œuvres littéraires
- Théophile Mandar (1759 - † 1823) : Nouveau " Nunc dimittis ", ou Cantique d'un vieillard, à l'occasion de l'heureuse naissance de Son Alt.se Royale Monseigneur Le Duc de Bordeaux, à Paris, Le 29 septembre 1820, L'imprimerie de Leblanc, Paris 1820 [lire en ligne]
- œuvre consacrée à la naissance d'Henri d'Artois (1820 - † 1883)
- Nunc Dimittis est le titre d'une nouvelle de l'écrivain britannique Roald Dahl  (1953).

### Notices
- Dom Robert Le Gall, Dictionnaire de liturgie :
- Bibliothèque nationale de France :
- Académie du chant grégorien : 
  - Nunc dimittis, Domine, servum tuum (antienne) : 
  - Nunc dimittis servum tuum Domine (trait et répons) :

### Synopsis
- Synopsis en neumes : université de Ratisbonne
  - Nunc dimittis 
  - Lumen ad revelationem

### Liste de manuscrits anciens
- Université de Waterloo (Canada) :